# Krisztus színeváltozása székesegyház (Morelia)
A Krisztus színeváltozása székesegyház (spanyolul: Catedral de la Transfiguración del Señor) a mexikói Morelia egyik temploma.

## Története
A Michoacáni egyházmegye 1536-os alapításától kezdve először Tzintzuntzan, később Pátzcuaro központtal működött, Valladolidba (a mai Moreliába) 1580-ban költözött a központ. A régi székesegyház azonban 1584-ben vagy 1585-ben egy tűzvészben megrongálódott, így 1642-ben a tarthatatlan helyzet miatt kezdeményezték egy új építését. Ennek, a mai is álló templomnak az építése 1660. augusztus 6-án kezdődött el az olasz építész, Vicencio Barroso de la Escayola tervei alapján. Az alapkövet Marcos Ramírez püspök tette le. Az építkezés csak 1744-ben vagy 1745-ben készült el.
1854-ben ráccsal vették körbe a templomot, 1904-ben üzembe helyezték az orgonát. Az épületet 1956. augusztus 27-én történelmi és építészeti értéke miatt egy rendelettel úgynevezett „érinthetelenné” nyilvánították. 1993-ban kisebb javításokat végeztek rajta, 2003-ban pedig üzembe helyezték az új díszkivilágítást.

## Leírás
A templom Morelia történelmi központjában, a Melchor Ocampo nevű tér mellett áll, pontosan szemben a michoacáni kormánypalotával. Két tornya 66,8 méter magas, ezzel egész Mexikó negyedik legmagasabb temploma. A tornyokon két keresztet helyeztek el, az egyik vasból készült, Krisztus isteni mivoltát jelképezve, a másik kőből, ami a megváltó emberi mivoltára utal. A tornyok és köztük a főbejárat – ellentétben a mexikói székesegyházaknál megszokott keleti iránnyal – az északi oldalon helyezkedik el, ugyanitt egy olyan dombormű látható, ami a székesegyház névadóját, Krisztus színeváltozását ábrázolja. Bent, a főoltár mögötti részen Jesús Pérez Busta monumentális olajfestménye látható, amely ötvözi Michelangelo hasonló témájú festményét és a régi Morelia város látképét. A főoltártól balra és jobbra található mellékkápolnákban szintén két értékes műalkotás helyezkedik el: az egyik egy Jézus Szent Szíve-ábrázolás, a másik egy igen régi Krisztus-szobor, az úgynevezett Señor de la Sacristía, amit kukoricaszárból készült masszából formáztak meg. Szintén kiemelkedő műkincs a főoltár kupolája alatt található, a 18. században aranyból és ezüstből készült, több mint 3 méter magas barokk stílusú szentségtartó, a Manifestador. Található még a templomban, de a nagyközönség elől elzárva egy elefántcsontból készült Krisztus-szobor, négy kínai váza, amelyeket még a spanyol gyarmati időkben hozott egy Manila-galleon hajó, két Miguel Cabrera-festmény (az egyik Jézus születését, a másik Szent József álmát ábrázolja), valamint Vasco de Quiroga püspöki botja.
A templom Nagy Szent Gergelyről elnevezett, csurrigereszk orgonája 4600 síppal rendelkezik. A Németországban a 20. század elején készült hangszer a második legnagyobb az országban, és minősége alapján is az egyik legjobbnak tartják az egész kontinensen. Ennek köszönhető, hogy itt rendezik meg a Moreliai Nemzetközi Orgonafesztivált és a Moreliai Nemzetközi Zenei Fesztivált is.
Az épület díszkivilágítását ugyanaz a cég készítette, mint az Eiffel-toronyét. Segítségével minden szombaton 20:45-kor látványos fény- és hangjátékot mutatnak be.

## Képek

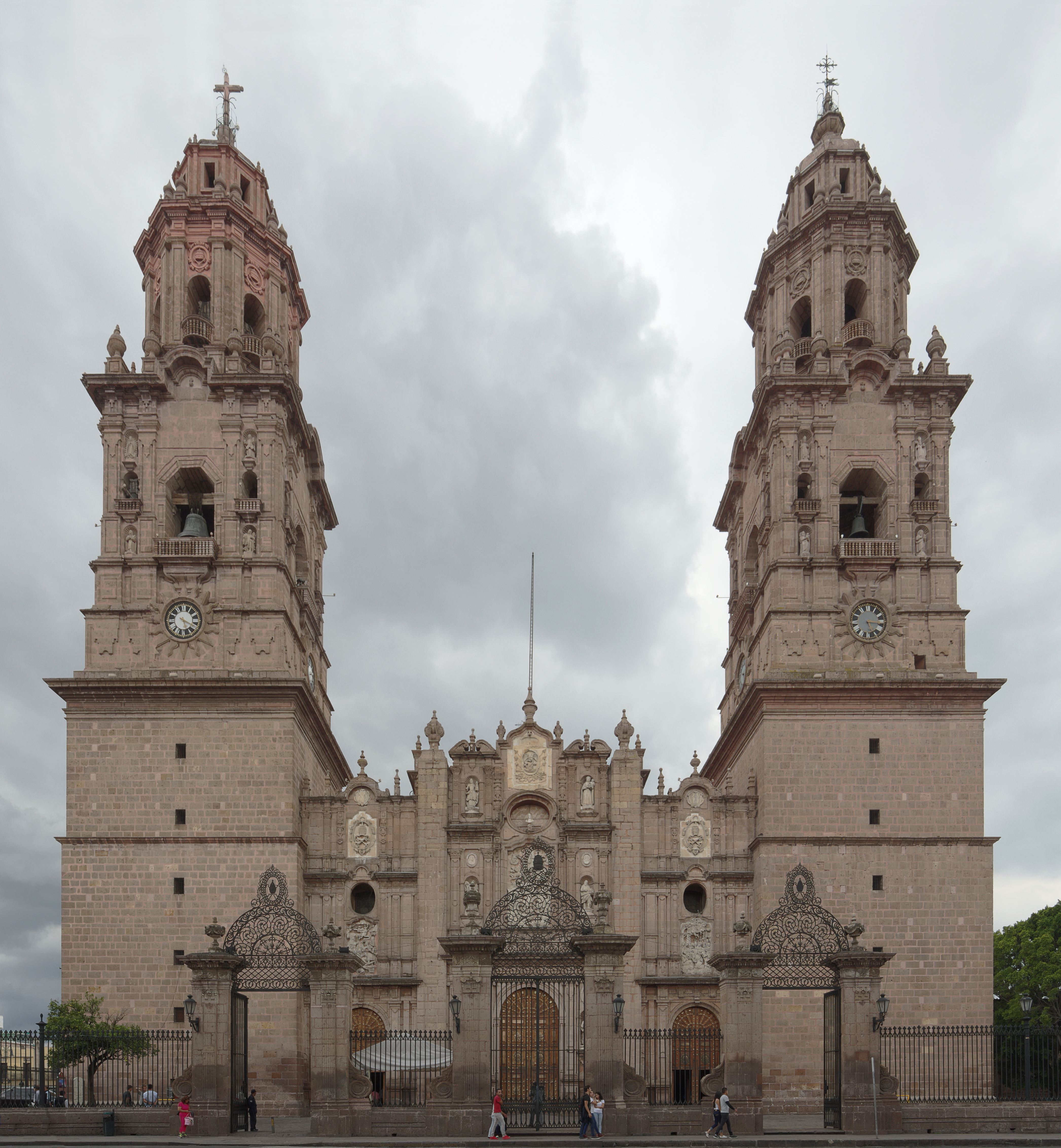
A főhomlokzat
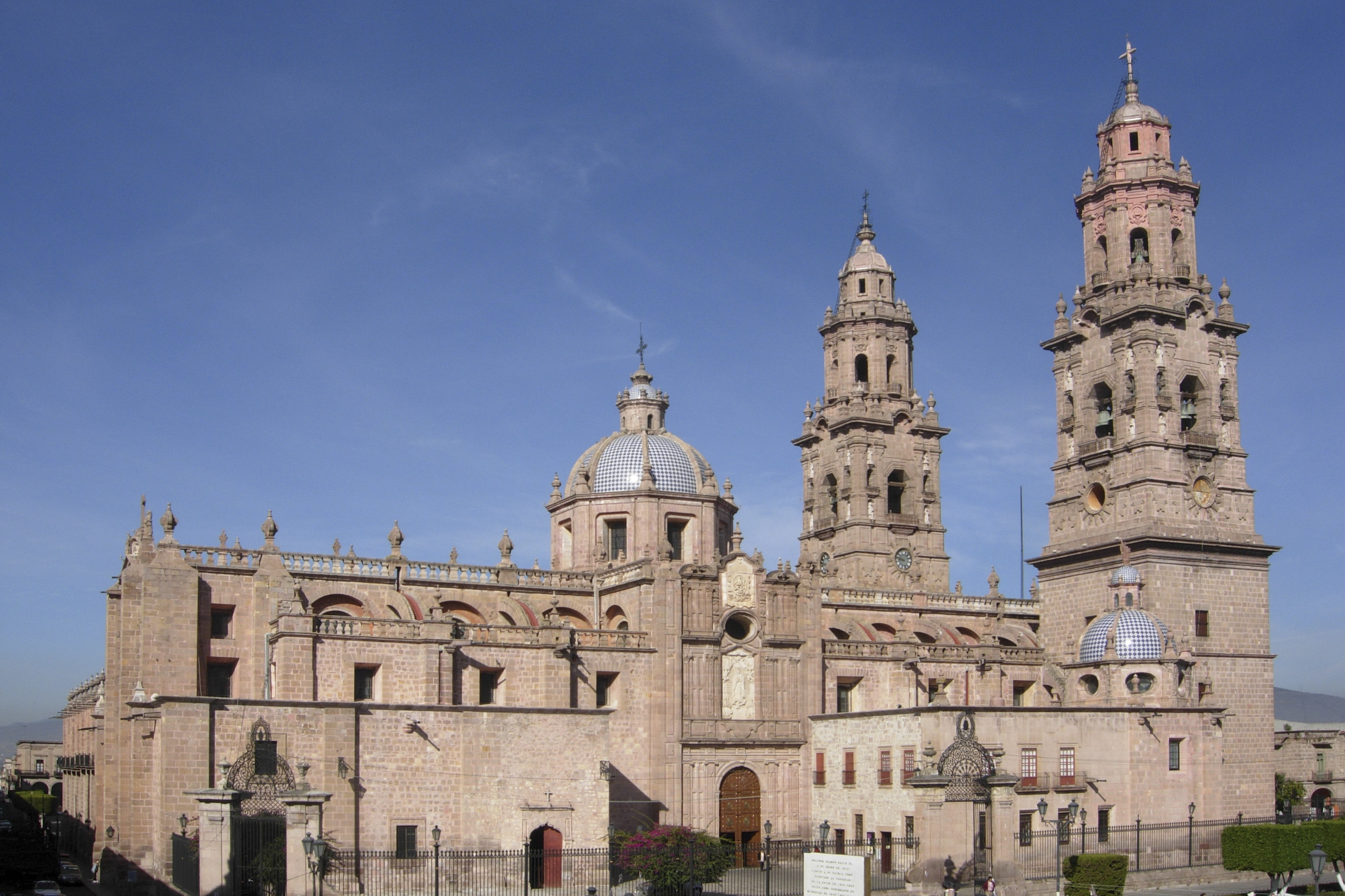
Oldalról–hátulról
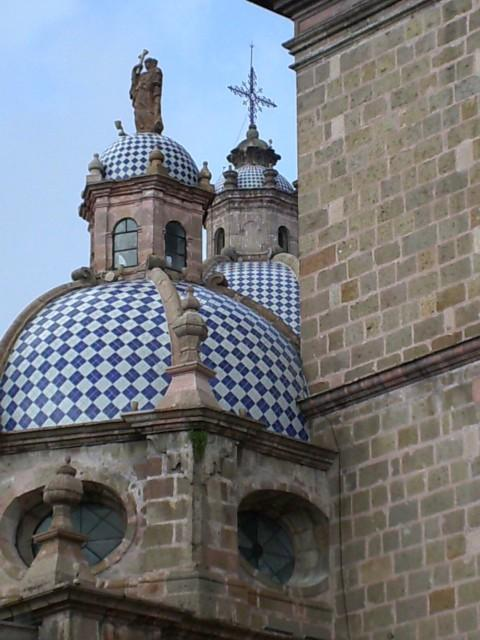
Részlet
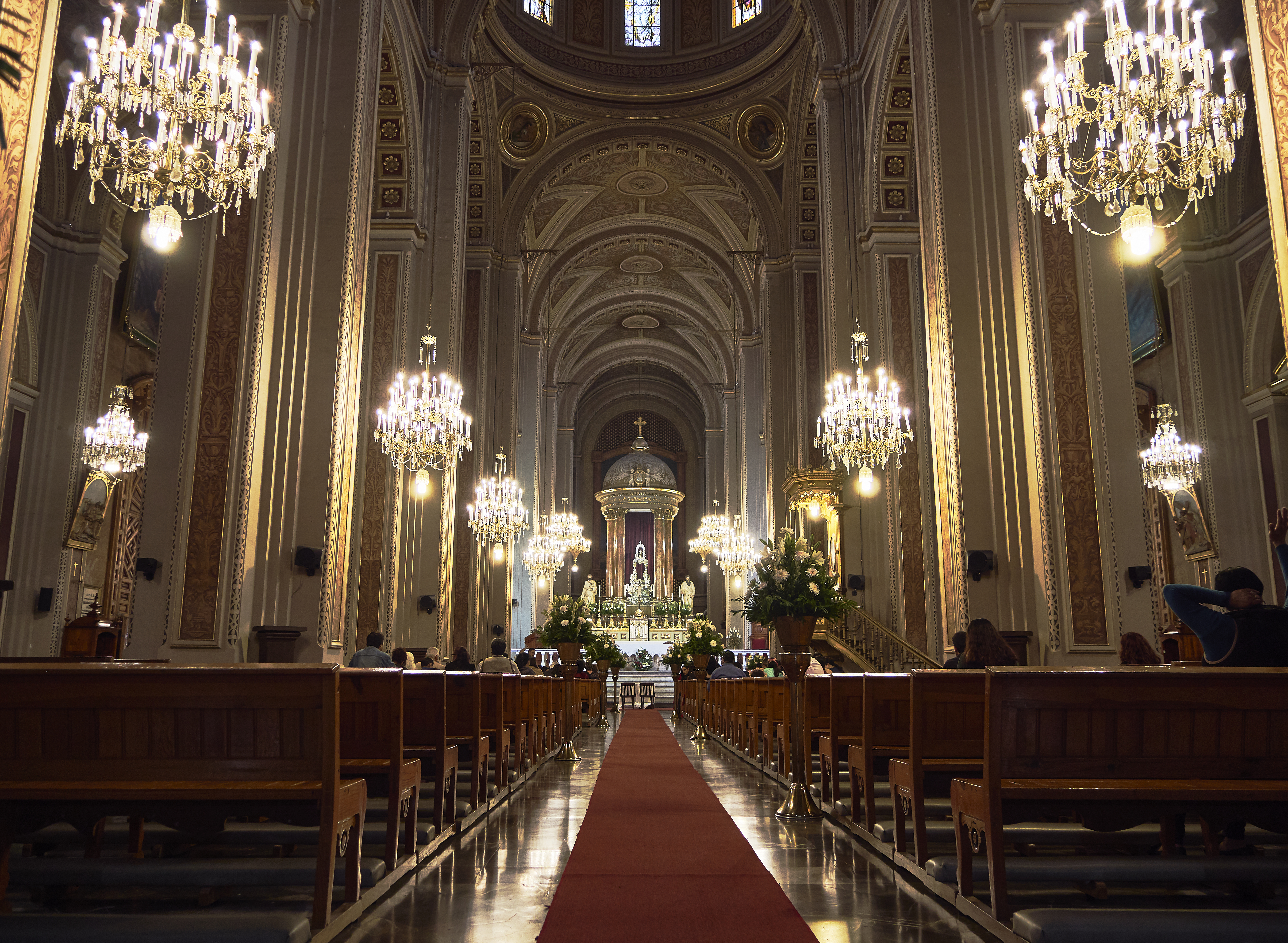
Belső tér
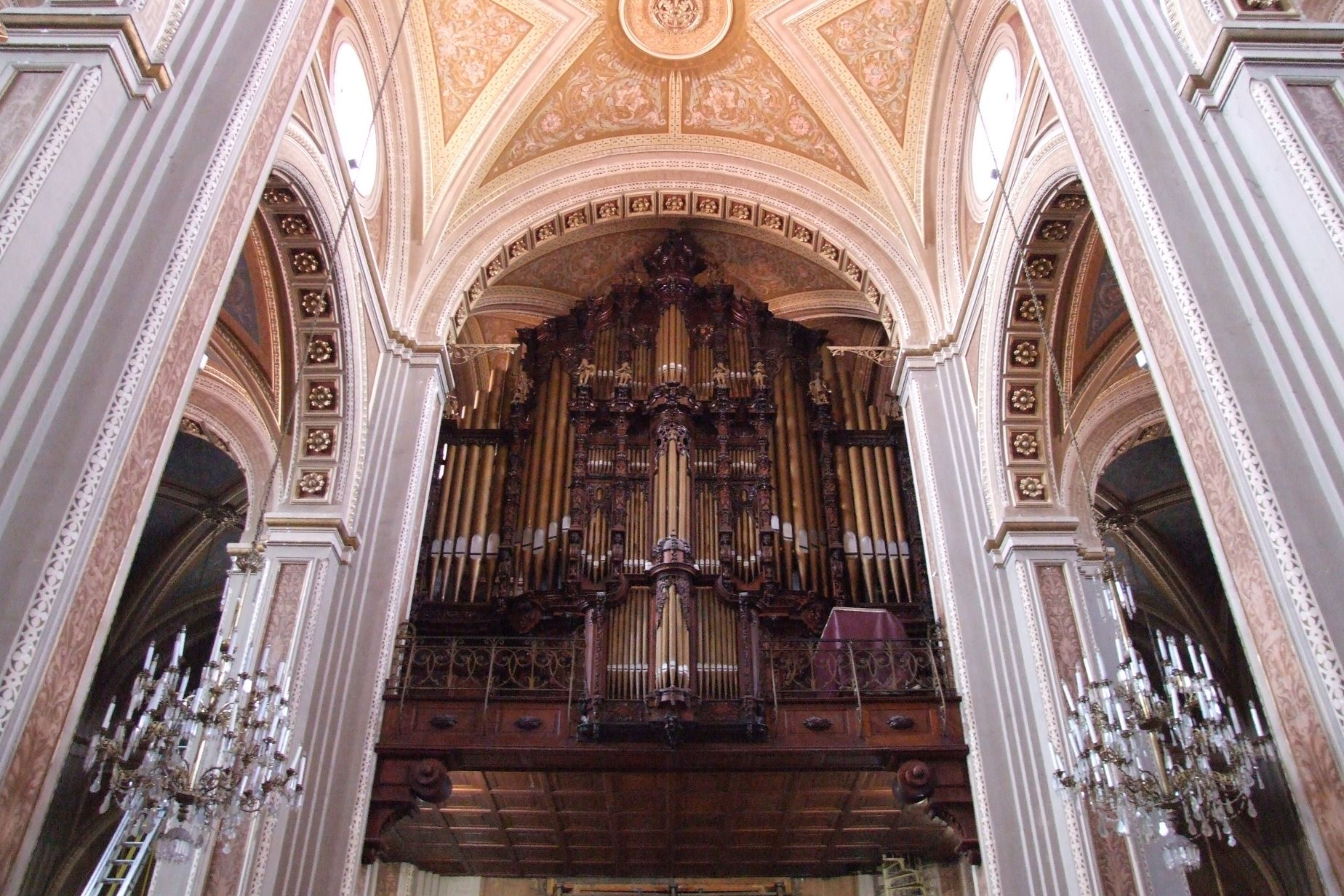
Az orgona